# Dimineața
Dimineața este un ziar cotidian de opinie democratică și informație din România, lansat la data de 19 februarie 1990. Directorul publicației a fost Alexandru Piru iar printre colaboratori se numărau, la acel moment, Grigore Traian Pop, Carmen Firan, Florin Rădulescu-Botică, Ilie Șerbănescu, Liviu Franga sau Solomon Marcus.
Ziarul a fost condus de apropiați ai fostului președinte al României, Ion Iliescu, precum Carmen Firan, Alexandru Piru, Cleopatra Lorințiu, Ștefan Mitroi, Sorin Stanciu, Mitică Panaitescu. El și-a încetat apariția la data de 1 iulie 2005. Ultimul număr a fost publicat la data de 14 iunie 2005.